# ジャッツ タッコーラ
ジャッツ タッコーラ（英文表記：JATS! TACCOLA）は、青森県田子町産ニンニク入り炭酸飲料のことである。2015年1月、東京ドームで開催された「ふるさと祭り」にて販売され話題となった。

## 概要
田子町の第三セクターである「ガーリックセンター」の総務課が独自で開発した。「ジャッツ」とは、青森県南部で驚きを表現するときの方言であり、「田子（たっこ）＋コーラ」でタッコーラとネーミングされた。
コーラに田子町産ニンニクの粉末を入れたことで風変りな味を生み出している。観光客からは「意外とコーラの味に近い」「思ったより飲みやすい」との声があると報じられている。製法上、ニンニクの粉末が沈澱しやすいため、軽くボトルを傾け全体に浸透させてから飲むのがよいとされている。
発売当初はインターネットを通して1か月で1万本が完売、2015年2月に田子町で行われた「にんにくまつり」では、100本の特別販売を1人1本に限って行ったが15分で完売したという。
話題の商品として日本国内のテレビなどで多数取り上げられたほか、海外ではBBCブラジルで「人口約6千人の日本の小さな村、ニンニク製品で生き残りをかける」などと同商品が報じられ、ハフィントン・ポスト日本版の記事中でも、BBCの報道が紹介されている。